# 7059 Van Dokkum
7059 Van Dokkum è un asteroide della fascia principale. Scoperto nel 1990, presenta un'orbita caratterizzata da un semiasse maggiore pari a 2,2033098 au e da un'eccentricità di 0,1695878, inclinata di 3,80589° rispetto all'eclittica.
L'asteroide è dedicato all'astronomo olandese Pieter van Dokkum.